# Funkcja fatyczna języka
Funkcja fatyczna (kontaktowa) – funkcja wypowiedzi zorientowana na nawiązanie lub podtrzymanie kontaktu między rozmówcami (nadawcą i odbiorcą). Dominuje w takich wypowiedziach, jak telefoniczne „halo”, „czy mnie słyszysz?”, w formułach grzecznościowych typu „jak się masz?”, „co u ciebie?” itp. Komunikaty fatyczne są niedługie, mają charakter bezpośrednich zwrotów do odbiorcy. Nie służą przekazowi informacji o rzeczywistości pozajęzykowej. Celem komunikatów fatycznych jest pobudzenie uwagi rozmówcy lub przekazanie sygnałów aprobujących. Komunikaty tego typu nie są interpretowane dosłownie (np. mówienie „dzień dobry” nie oznacza zwrócenia uwagi na cechy aktualnego dnia).
W warunkach bezpośredniej komunikacji spotykamy specyficzną grupę operatorów tekstu, realizujących funkcję fatyczną.
Tego rodzaju operatory mają charakter ściśle rytualny i dzielą się na trzy podstawowe grupy:
1. powitania (typu: Cześć!, Dzień dobry!, No hejka!, Siema!, Elo!)
2. podtrzymywania kontaktu (typu: Ojj! Ajj! No! Słucham! Aha! Tak, tak!)
3. pożegnania (typu: No to pa! Do widzenia!, To nara!, Do zobaczenia!)

Funkcja fatyczna bywa uważana za pierwszą występującą funkcję słowną, realizowaną przez człowieka jeszcze przed pełnym opanowaniem języka. O czysto fatycznej funkcji takich komunikatów świadczy m.in. to, że ich postać dźwiękowa często ulega skrajnemu uproszczeniu (skróceniu); przykłady tego zjawiska to skracanie słow. servus/sevas do postaci evas, vas lub ucinanie formuły dobrý deň > rý deň, ýdeň.